# Marie Theres Müller
Marie Theres Müller (* 2000 in Zwettl, Niederösterreich) ist eine österreichische Schauspielerin.

## Leben und Karriere
Marie Theres Müller stammt aus der Wachau und verbrachte ihre Jugend in Langenlois. Sie besuchte das BORG Krems. Im Alter von 12 Jahren stand die Schauspielerin im vom Musikschulmanagement Niederösterreich produzierten Musical Annie unter der Regie von Luzia Nistler zum ersten Mal auf der Bühne. Im Jahr 2014 spielte sie im Musical Ab in den Wald die Hauptrolle des Rotkäppchens. Regie führte abermals Luzia Nistler.
Von 2019 bis 2022 studierte Müller Schauspiel an der Schauspielschule Krauss in Wien.
Im Sommer 2022 übernahm sie die Rolle der jungen Alma Mahler-Werfel in Paulus Mankers Inszenierung des Stücks Alma – A Show Biz ans Ende in der Belgienhalle in Berlin. Gleichzeitig war sie Teil des Ensembles von Die letzten Tage der Menschheit, das ebenfalls von Manker in Berlin inszeniert wurde. Im folgenden Jahr spielte sie wieder die junge Alma Mahler in Mankers Inszenierung im Südbahnhotel am Semmering.
Seit 2023 ist Müller in der österreichisch-schweizerischen Fernsehproduktion School of Champions zu sehen. Ihre Rolle der Solenn Eden wurde in der zweiten Staffel der Serie zu einer der Hauptrollen ausgebaut. Die dritte Staffel befindet sich (Stand Februar 2025) in Produktion.

## Filmografie
- 2020: SOKO Donau (Fernsehserie, 1 Episode)
- 2023: Fahndung Österreich (Fernsehserie, 1 Episode)
- 2023: School of Champions (Fernsehserie, 16 Episoden)
- 2024: Literatur to go - Barbara Zemans Beteigeuze